# Лисенко Віталій Романович (старший)
Віта́лій Рома́нович Ли́сенко (нар. 7 травня 1810 — ?) — полковник Орденського кірасирського полку, дворянин.

## Походження
Походив з козацько-старшинського роду Лисенків. Як одного з засновників роду історичні документи засвідчують Якова Лисенка (1-а половина XVII століття, брав активну участь у визвольній війні 1648—1654 рр.). Іван, син Якова — відомий військовий і політичний діяч 2-ї половини XVII століття, був Чернігівським, пізніше Переяславським полковником, згодом — наказним гетьманом; 1695 року взяв участь в Азовських походах. Його син Федір (дід Віталія Романовича) — генеральний осавул (1728—1741), з 1741 року був генеральним суддею.

## Родина
Віталій Лисенко був одружений з Ольгою Єреміївною, походила з полтавського поміщицького роду Луценків та з козацького роду Булюбашів.
Діти
- Лисенко Микола Віталійович (1842–1912)
- Старицька Софія Віталіївна (1850–1927)
- Лисенко Андрій Віталійович (1851–1910)